# Hapalochlaena
Hapalochlaena (český rodový název chobotnice je nespecifický, používaný pro více rodů) je rod drobných chobotnic, obývajících mělké pobřežní vody Tichého a Indického oceánu. Zástupci se na první pohled vyznačují výstražnými modrými, černě ohraničenými kroužky či protáhlými skvrnami, kterými dávají nepřímo najevo svou nebezpečnost. Patří totiž mezi nejjedovatější mořské živočichy na světě. Hlavní složkou jejich potravy jsou drobní korýši.

## Popis
Jedná se o drobnější chobotnice, délka včetně ramen se pohybuje mezi 12 a 20 centimetry. Stavba těla je obdobná jiným chobotnicím čeledi chobotnicovití s dvouřadým uspořádáním přísavek na ramenech, inkoustový váček u některých druhů chybí nebo je zakrnělý.
Charakteristické je jejich výstražné zbarvení. Při podráždění vystupují na původně žlutavém či hnědavém povrchu zářivě modré, černě ohraničené kroužky či protáhlé skvrny. Pomocí svalů mohou navíc chobotnice vyvolat pulsující pohyby těchto skvrn, zvyšující varovný efekt. Tímto nápadným zbarvením dávají najevo predátorům, že jsou jedovaté; tato strategie se nazývá aposematismus.
Rychlé pohyby uskutečňují reaktivním způsobem, vytlačováním vody z plášťové dutiny sifonem. K pomalému plavání a k lezení využívají ramena.
Živí se zpravidla drobnými korýši (kraby, krevetami), někdy také rybkami a měkkýši.

## Výskyt a habitat
Chobotnice rodu Hapalochlaena se vyskytují v pobřežních vodách Tichého a Indického oceánu, od Japonska na severu, přes Filipíny, Indonésii a Novou Guineu, až po východ, jih a západ Austrálie.
Žijí zpravidla na útesech a v přílivových jezírkách na skalnatém pobřeží, případně na plochém mořském šelfu, v hloubkách nepřesahujících 50 metrů.

## Systém a fylogeneze
Rod Hapalochlaena se řadí do čeledi chobotnicovití (Octopodidae) a řádu chobotnice (Octopoda). V roce 1929 ho zavedl britský zoolog Guy Coburn Robson, některé druhy však byly popsány již v 19. století.
Oficiálně jsou popsány 4 druhy:
- Hapalochlaena fasciata (Hoyle, 1886) – chobotnice pruhovaná
- Hapalochlaena lunulata (Quoy & Gaimard, 1832) – chobotnice kroužkovaná
- Hapalochlaena maculosa (Hoyle, 1883) – chobotnice skvrnitá
- Hapalochlaena nierstraszi (Adam, 1938)

S dosud nepopsanými však existuje přinejmenším deset druhů patřících do tohoto rodu.
Jako nejblíže příbuzný vychází z fylogenetických studií rod Amphioctopus, se kterým pravděpodobně tvoří rod Hapalochlaena společný klad. Oba rody pak společně s Abdopus, Ameloctopus, Cistopus a Octopus tvoří širší klad, který je součástí obsáhlejší skupiny rodů, sdružující chobotnice s dvouřadým uspořádáním přísavek a původně s inkoustovým váčkem, někdy považované za podčeleď Octopodinae.

## Jedovatost
K zabíjení kořisti používají jed, který uchovávají ve slinných žlázách. Jed si chobotnice nevytvářejí samy, ale využívají k tomu endosymbiotické bakterie žijící v horní části jejich trávicího traktu.
Jed je velmi prudký. Mimo jiné obsahuje neurotoxin tetrodotoxin, způsobující postupnou paralýzu. Chobotnice rodu Hapalochlaena jsou nebezpečné i člověku, neboť i jediná má dostatek jedu, schopného zabít několik lidí. Jed v několika minutách způsobí dočasné ochrnutí, které vede k zástavě dechu a srdeční fibrilaci. Při dobré první pomoci, kdy je po dobu působení jedu zajištěno umělé dýchání a masáž srdce, však může postižený přežít bez větších následků.

## Kulturní odkaz
Chobotnička s kroužky byla použita jako symbol tajného ženského zločineckého řádu, jehož členkou je i Bond girl ztělesněná Maud Adamsovou ve filmu Chobotnička. Symbol chobotničky se vyskytuje na nádrži akvária, hedvábných šatech i na tetování.